# Lancaster (South Carolina)
 For alternative betydninger, se Lancaster. (Se også artikler, som begynder med Lancaster)
Lancaster er en amerikansk by og administrativt centrum i det amerikanske county Lancaster County, i staten South Carolina. I 2000 havde byen et indbyggertal på 8.177.

## Ekstern henvisning
- Lancasters hjemmeside (engelsk)

34°43′16″N 80°46′24″V / 34.7211°N 80.7733°V